# MF 88
Vous lisez un « article de qualité » labellisé en 2014.
Le MF 88 (Métro Fer appel d'offres 1988) est un matériel roulant sur fer du métro de Paris. Il équipe depuis 1993 la seule ligne 7 bis. Directement dérivé du prototype Boa, il apporte de nombreuses innovations, comme l'informatique embarquée ou l'intercirculation entre les voitures, dont certaines sont reprises par les matériels plus récents.
Le matériel est également doté de roues indépendantes orientables dans les courbes, ce qui évite les habituels crissements. Pressentie comme l'innovation qui remplacera les traditionnels bogies, la technologie se révèle fragile et provoque un coût d'entretien anormalement élevé du matériel et de la voie. Ce handicap s'ajoute à d'autres problèmes de fiabilité dont l'addition devrait entraîner la radiation anticipée des rames à l'horizon 2025.

## Historique

### Concevoir le matériel du futur
Avec l'achèvement des livraisons de MF 77 en 1986, le parc du matériel roulant du métro a été fortement rajeuni. Toutefois le besoin du remplacement à moyen terme du matériel MF 67 amène la Régie autonome des transports parisiens (RATP) à concevoir les matériels du XXIe siècle. Forte de l'expérience acquise sur de nouvelles technologies ferroviaires grâce au prototype Boa, la Régie décide de valider à plus grande échelle les conclusions de ses expérimentations menées de 1985 à 1993. C'est ainsi qu'elle décide d'équiper d'un matériel reprenant en grande partie les innovations du Boa une ligne courte, peu fréquentée, sinueuse et au profil difficile, la ligne 7 bis du métro.
Une commande ferme de vingt-sept caisses de ce nouveau matériel, dénommé MF 88, est passée auprès d'un consortium de constructeurs réuni autour d'ANF, aujourd'hui racheté par Alstom maître d'œuvre. Le contrat prévoit une option d'une centaine de caisses supplémentaires à commander après une expérimentation couronnée de succès pour équiper d'autres lignes. Mais elle ne sera jamais levée vu les déboires de ce matériel,.

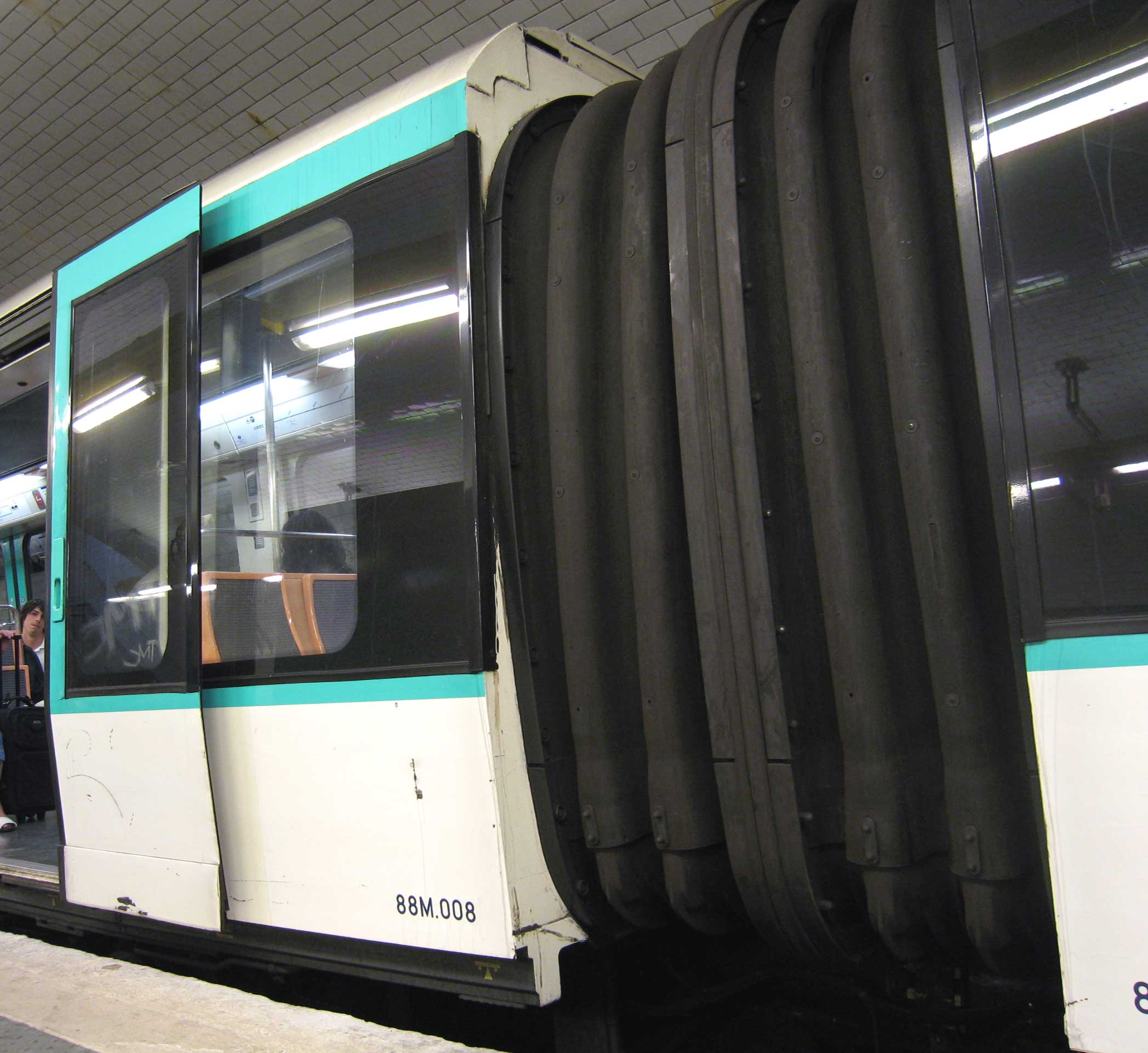
Anneau d'intercirculation du MF 88.

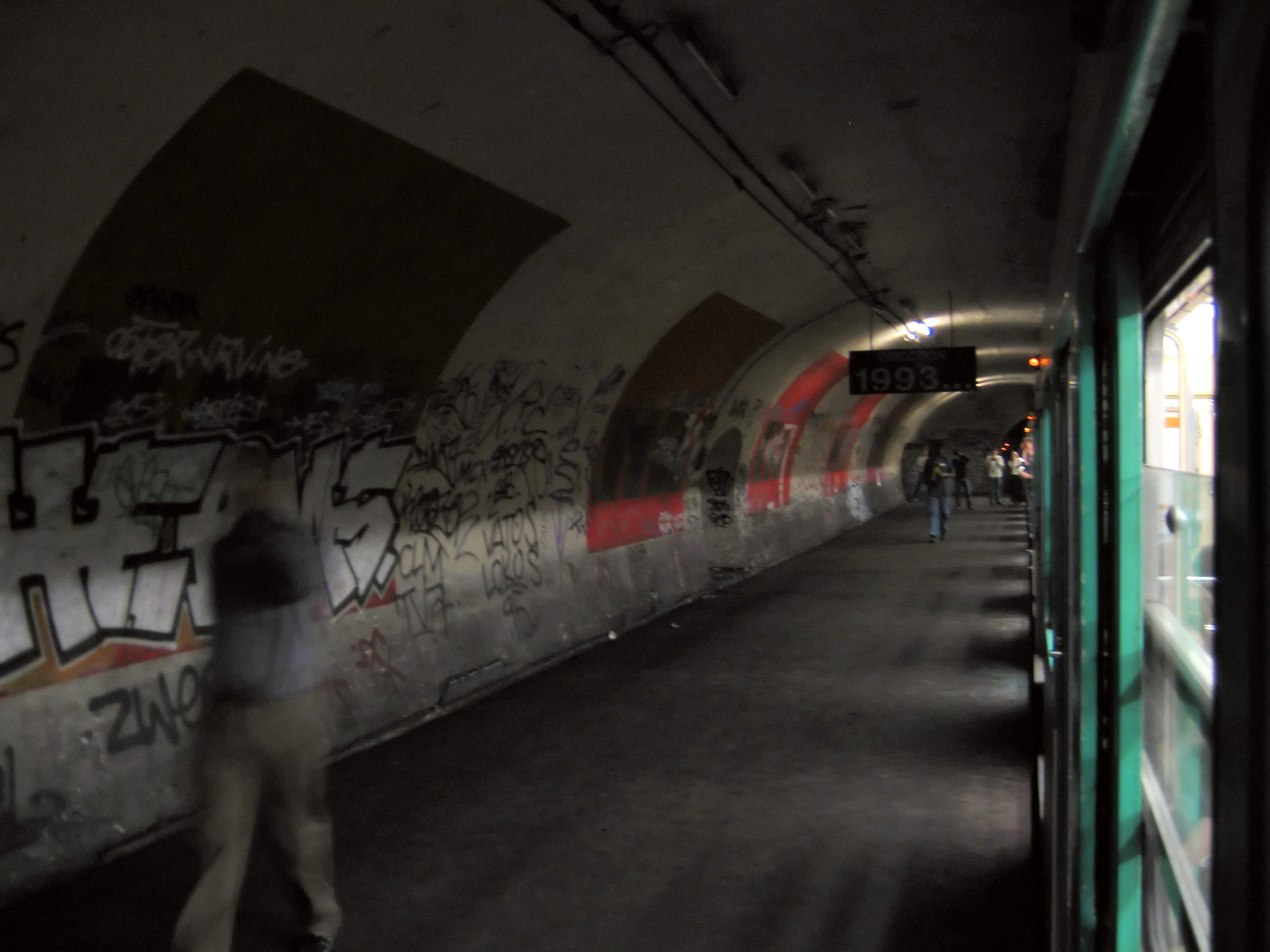
Quai de la station fantôme Haxo ayant servi pour la présentation à la presse.

Le MF 88 reprend donc un certain nombre d'innovations directement issues du Boa :
- intercirculation intégrale entre les voitures ;
- informatique embarquée ;
- essieux à roues indépendantes orientables ;
- motorisation triphasée asynchrone ;
- système de freinage oléopneumatique à récupération d'énergie.

Ces vingt-sept caisses sont assemblées en neuf trains de trois voitures, avec deux motrices encadrant une remorque. La première rame est livrée à l'atelier de Bobigny en décembre 1992. Elle effectue ses premiers essais sur la ligne 5 dans la nuit du 23 au 24 décembre 1992, entre les stations Bobigny - Pablo Picasso et Jaurès. La rame est présentée à la presse dans la station désaffectée Porte des Lilas le 29 décembre 1992.
Le reste du parc est livré entre 1993 et 1994. La première rame est mise en service commercial le 12 août 1993 et la dernière le 21 octobre 1994.

### Des problèmes apparaissent
Le MF 88 donne entière satisfaction par certains aspects, comme le silence à bord du train rendu possible par les essieux orientables dans les courbes. En effet, sur des voitures à bogies, les roues d'un essieu tournent à la même vitesse, les roues intérieures parcourent une distance plus courte et glissent sur les rails dans une courbe serrée, ce qui occasionne un crissement désagréable pour les voyageurs et une usure rapide de la voie. Contrairement aux autres matériels, les essieux du MF 88 sont équipés de différentiels permettant à chacune des deux roues de l’essieu de tourner à une vitesse différente dans les courbes.
Mais son utilisation quotidienne révèle un certain nombre de problèmes dus à la conception des trains, et avec de lourdes répercussions financières pour une série aussi limitée. La suspension est particulièrement dure, mais, bien plus grave, les essieux et les éléments de roulements s'avèrent plus fragiles que les traditionnels essieux non orientables. Les essieux orientables du MF 88, qui devaient initialement éviter le graissage des rails indispensable avec les autres matériels fer, entraînent également une usure prématurée des voies. Le budget consacré à la maintenance augmente donc non seulement pour l'entretien du matériel mais aussi pour l'entretien des voies ; le coût de fonctionnement de la ligne 7 bis devient trop élevé.
Le graissage redevient nécessaire et diverses solutions sont testées par la Régie, comme le passage d'une rame MF 77 graisseuse de la ligne 7 ou la modification de l'entretien, mais aucune ne donne satisfaction. Finalement, le parc MF 88 est doté de dispositifs spécifiques de graissage des boudins de roues par sticks, installés sur un essieu de la remorque intermédiaire de chacune des neuf rames. Le système fonctionne par temporisation toutes les vingt secondes, à partir d'une vitesse de 6 km/h. En raison de ces déboires coûteux, la RATP a décidé de ne pas généraliser ce matériel, ni la technique des essieux orientables, sur les matériels suivants.
De plus, l’apparition de fissures a été constatée sur les chaudrons, les vantaux de porte et l'attelage de certaines rames,. Pour limiter l'évolution de ces fissures, la RATP décide de limiter la vitesse en ligne à 40 km/h. Également pour faire face à ces difficultés, un petit atelier d'entretien décentralisé, dit « poste de visite renforcé » (PVR), est aménagé sur une voie de la station Pré-Saint-Gervais pour l'entretien courant du matériel. Ce dispositif permet de ménager le matériel en minimisant l'utilisation des voies de service sinueuses, telles que la voie des Fêtes, passage obligé pour l'accès à l'atelier de maintenance de Saint-Fargeau.

## Avenir du MF 88
Cette fragilité des rames et les coûts d'entretien trop élevés devraient entraîner une mise à la retraite anticipée de ce matériel. Trois scénarios ont ainsi été analysés par la Régie afin de remplacer au plus vite ce matériel.
La commande de rames MF 01 pour trois lignes de métro durant les années 2000 a fait envisager une commande complémentaire d'une mini-série adaptée à la ligne 7 bis. Toutefois, pour la conception de rames en formation de quatre voitures au lieu de cinq, des études auraient été nécessaires à la mise au point des ajustements informatiques et fonctionnels, qui auraient par ailleurs entraîné une validation sécuritaire. La RATP a par conséquent renoncé à cette option en raison du coût élevé et de l'absence de rentabilité pour une série aussi réduite.
Le remplacement a été un temps envisagé par des rames MF 67 en provenance de la ligne 2 ou de la ligne 9, nouvellement dotées de rames MF 01. Les MF 67 sont des rames nettement plus anciennes et bruyantes dans les courbes, mais elles ont fait leurs preuves en matière de fiabilité et auraient donc pu permettre de revenir à une situation économique plus saine. Toutefois, ce remplacement n'est plus prévu au vu des importants investissements réalisés depuis par la Régie afin de fiabiliser le MF 88. La RATP a en conséquence décidé de maintenir le MF 88 en circulation jusqu'à l'arrivée d'une nouvelle génération de matériel roulant sur fer, dont les premières livraisons sont prévues à partir de 2021.
Néanmoins, en cas de grave défaillance du MF 88 ou de l'obsolescence de ses composants embarqués d'ici les années 2020, la Régie privilégie l'exploitation de MF 67 de formation III issus de la ligne 12. Selon l'« Expression fonctionnelle de besoins du nouveau matériel métro fer pour l'exploitation des lignes 3, 3bis, 7, 7bis, 8, 10, 12 et 13 » adopté en 2016 par la RATP et le STIF, le MF 88 devrait être réformé et laisser la place au MF 19 à l'horizon 2026.

## Un bilan en demi-teinte
Si toutes les promesses du MF 88 n'ont pas été tenues et toutes ses innovations ne se sont pas avérées de bonnes idées, particulièrement les essieux orientables, un certain nombre d'entre elles ont néanmoins été reprises par la Régie pour les matériels suivants.
L'intercirculation entre les voitures, l'informatique embarquée et les portes électriques ont ainsi été reprises pour toutes les séries de matériel fabriquées ensuite (MP 89, MF 01, MP 05 puis MP 14). L'informatique embarquée dans des fonctions de sécurité est validée et devient un point central du système d'automatisation de l'exploitation des trains (SAET), employé depuis 1998 sur la ligne 14 puis dix ans après sur la ligne 1 lors de son automatisation intégrale.
Le coût de l'échec des essieux orientables est resté somme toute assez modéré ; il aurait été catastrophique si cette technique avait été généralisée sur le réseau sans série limitée expérimentale comme le MF 88. Ce matériel a donc rempli sa mission en permettant une validation de nombreuses innovations tout en évitant un échec technique et financier de grande ampleur pour d'autres innovations moins couronnées de succès.

## Parc MF 88
Le MF 88 est présent seulement sur la ligne 7 bis. Seules huit rames circulent pour les neuf constituant le parc. La rame 009, qui a subi un déraillement, a longtemps été écartée du service commercial : ses pièces détachées servent à l'entretien des rames en circulation. Elle est revenue en ligne en 2009 ; la rame 006 a été réformée en 2013 pour équiper en pièces de rechange les huit rames restantes,.

## Caractéristiques techniques

### Généralités

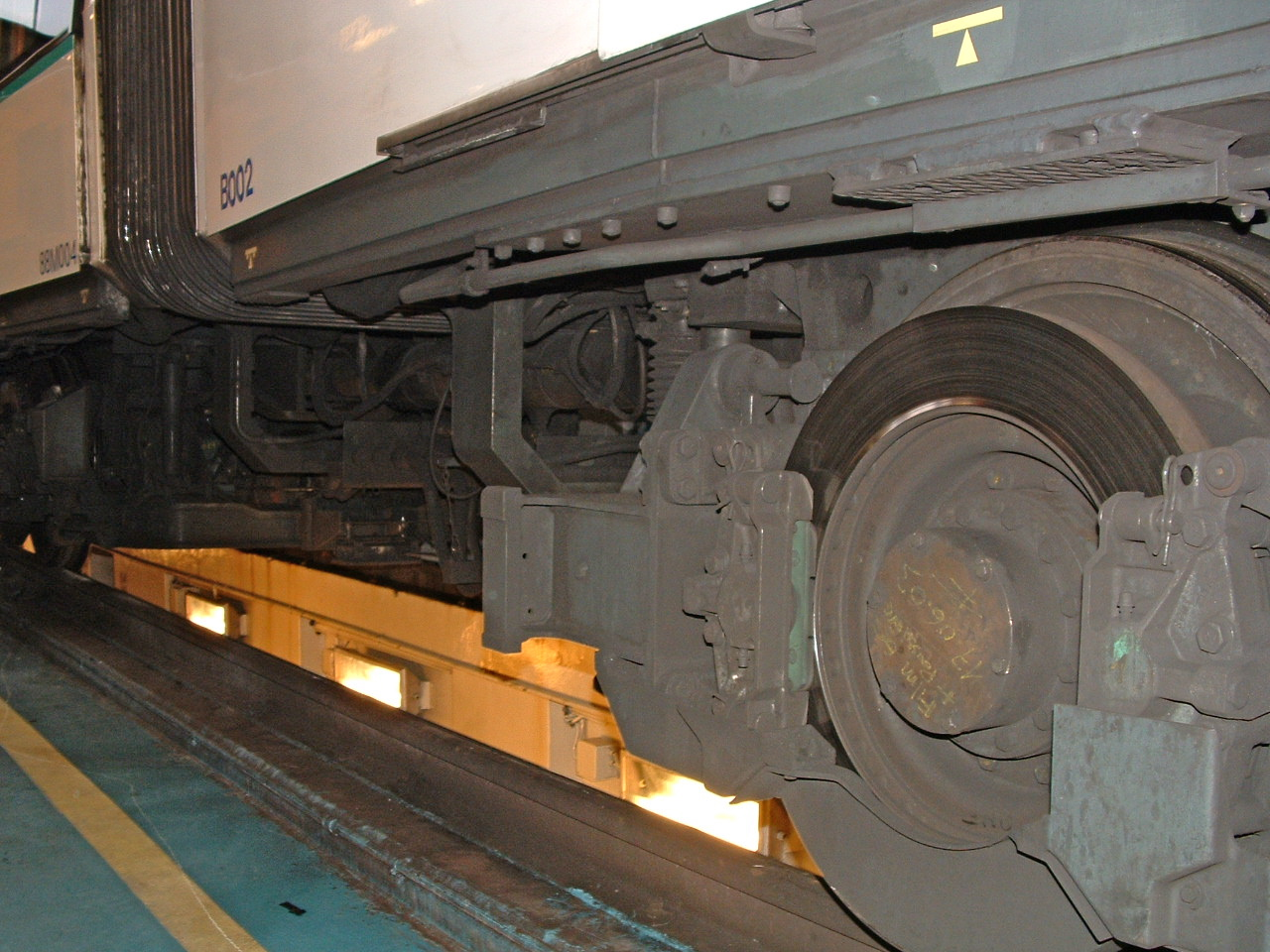
Une roue orientable et l'attelage entre la motrice et la remorque, au premier plan.

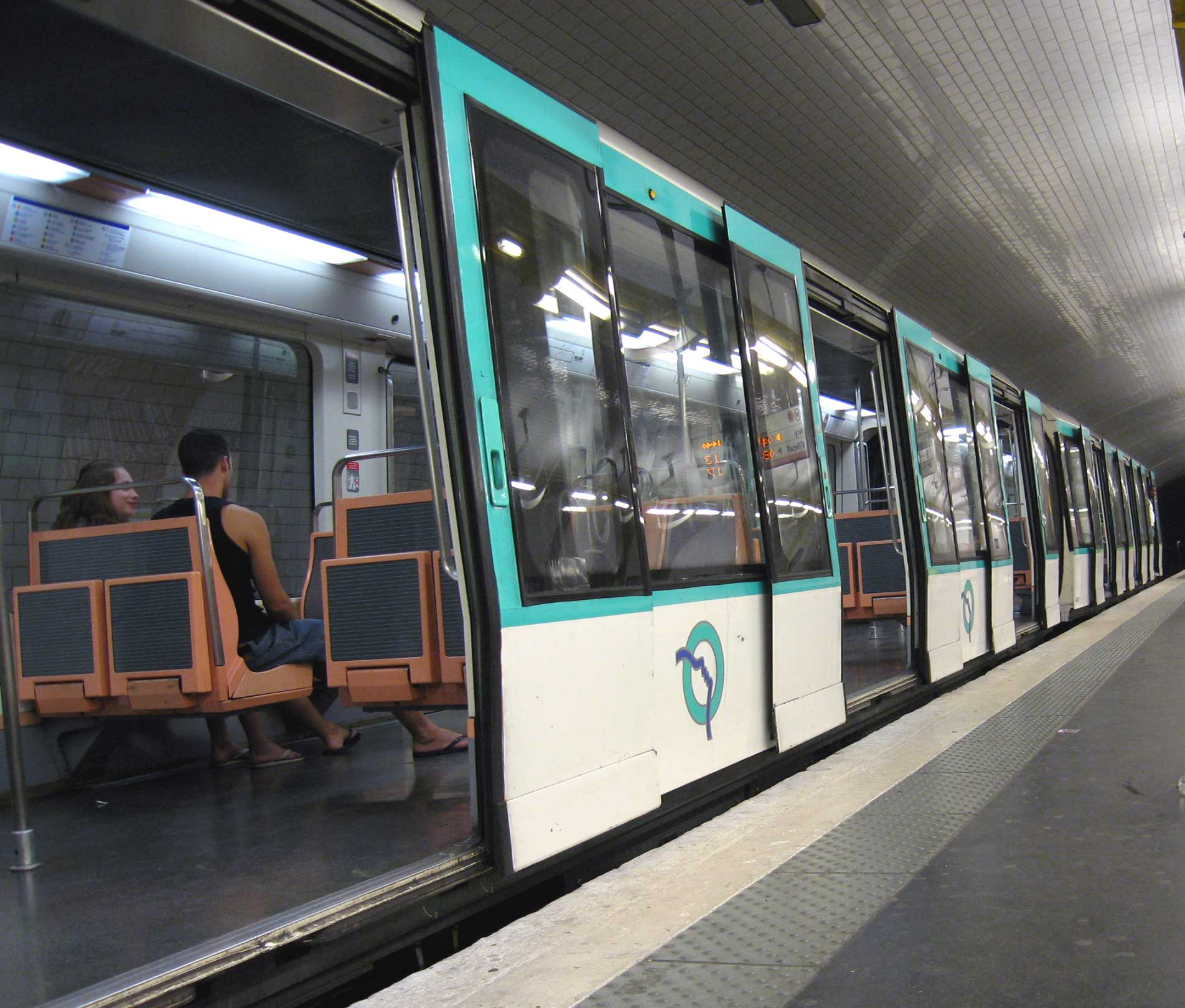
Rame MF 88 à la station Louis Blanc.

Extérieurement, les caisses rappellent pour beaucoup celles du MF 77 en raison de leur forme légèrement galbée et des matériaux employés. Elles font appel comme ces dernières au profilés d'alliages d'aluminium extrudé, et les extrémités des caisses sont également effilées afin de respecter le gabarit dynamique unifié du réseau. Leur structure est moulée, puis assemblée et collée.
Les rames MF 88 sont composées de trois voitures d'une longueur de 15,50 m, pour une longueur totale de 46,44 m. Chacune est dotée de trois portes louvoyantes-coulissantes par face, de 1,576 m d'ouverture, et de 1,586 m d'ouverture pour les quatre portes d'extrémité des rames. La largeur des caisses atteint 2,44 m et la hauteur de plancher 1,07 m. Chaque motrice d'extrémité a une masse de 27,1 tonnes alors que la masse de la remorque centrale est de 20 tonnes, soit une masse totale par rame à vide de 74,2 tonnes.
Le MF 88 n'est plus équipé des traditionnels bogies des matériels antérieurs, mais d'essieux orientables, qui visent à éviter les habituels crissements dans les courbes ainsi que l'usure des rails liée. Sur les motrices, un pont différentiel Renault VI permet une totale indépendance de la rotation des roues. À l'extrémité des rames, un essieu directeur précède le premier essieu orienté. L'entraxe des essieux est de 10,300 m. La suspension primaire est assurée par des anneaux en caoutchouc qui entourent les extrémités de la poutre du pont et relient celui-ci aux longerons du châssis. La suspension secondaire repose sur quatre blocs ou « bolsters » en caoutchouc métal, qui servent également d'entrainement et de guidage entre le châssis et la traverse de charge. Quatre amortisseurs verticaux entre le châssis et la traverse améliorent par ailleurs le confort vertical.
Le MF 88 n'est pas équipé du pilotage automatique : celui-ci n'est pas installé sur la ligne 7 bis en raison de la faiblesse du trafic, mais l'équipement des rames suivantes, si elles avaient été commandées, était prévu pour d'autres lignes. Les rames sont par conséquent conduites manuellement, sous le régime de la conduite manuelle contrôlée (CMC).

### Motorisation et freinage

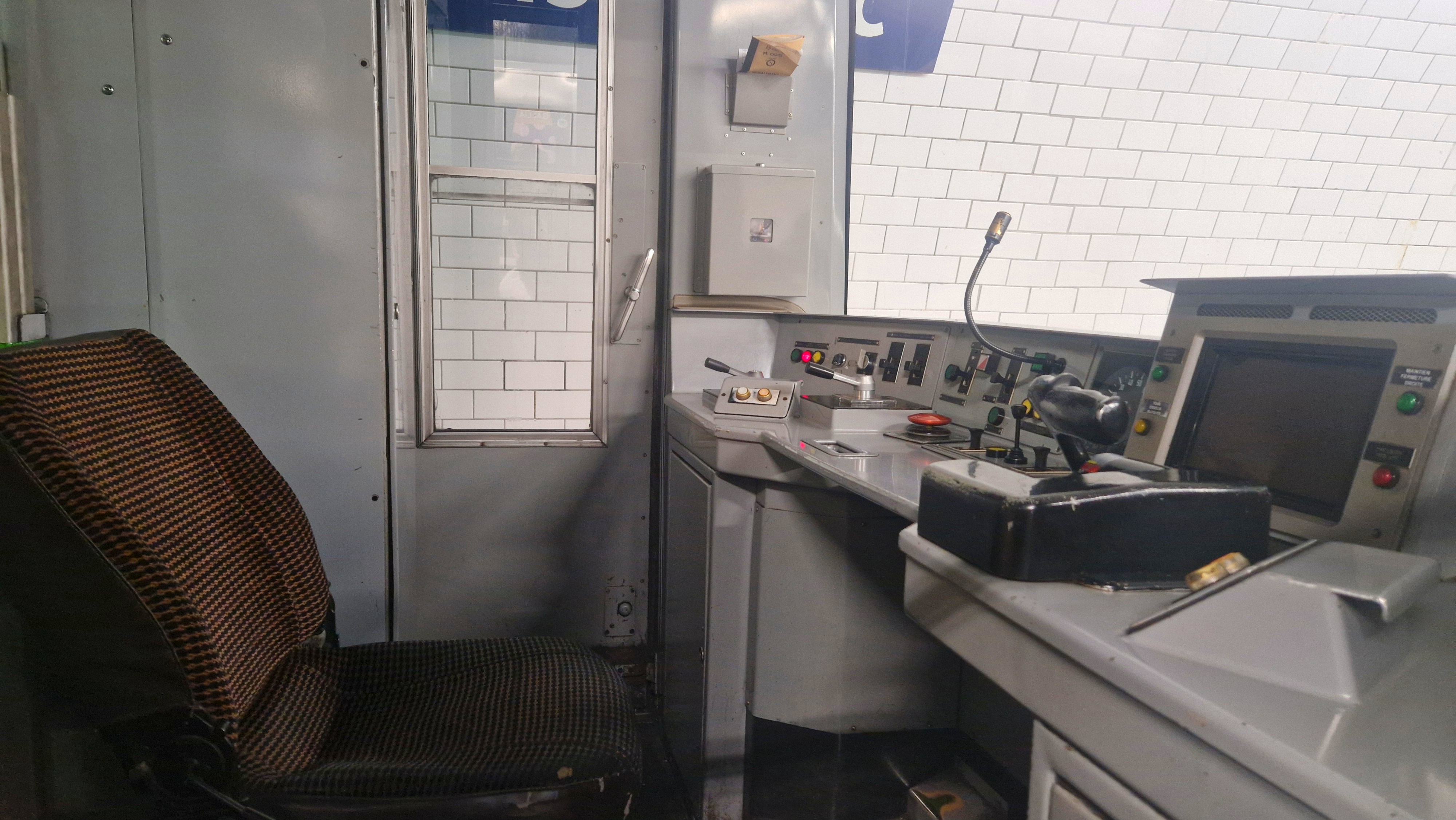
Intérieur du poste de conduite d'une rame MF 88 à la station Louis Blanc.

Durant les années 1980, la RATP put massivement expérimenter l'électronique de puissance afin d'assurer la motorisation et le freinage de ses métros avec les MF 77 alors en cours de livraison. L'électronique donne entière satisfaction en raison de ses nombreux avantages par rapport aux systèmes électromécaniques (tel que le JH) qui équipent le MF 67. Elle permet de réduire la température grâce au freinage à récupération dispensant de l'utilisation de rhéostats, mais également de réaliser des économies d'énergie par restitution dans le troisième rail de l'énergie récupérée lors du freinage ainsi qu'une amélioration de l'efficacité du freinage électrique. De plus, l'électronique de puissance permet une simplification de la maintenance, celle-ci se faisant sur des semi-conducteurs (thyristors) à l'inverse des systèmes électro-mécaniques demandant une maintenance de pièces mécaniques plus complexes.
Cependant, jusque-là, le MF 77 est encore équipé de moteur à courant continu. En effet, ceux-ci présentent quelques inconvénients de maintenance. Ils utilisent des collecteurs assurant l'alimentation du stator, et nécessitent un contact physique permanent. Cela provoque des frictions au sein du collecteur, dus au roulement, demandant ainsi une surveillance régulière de l'usure de ses balais et indirectement un coût de maintenance plus élevé.
La RATP se penche alors sur l'utilisation de moteurs asynchrones. Ils dispensent de l'utilisation d'un collecteur, sont plus simples de conception, ont un rendement plus élevé ainsi qu'un coût de maintenance moindre que le moteur à courant continu.
Bien que le moteur asynchrone soit plus simple que le moteur à courant continu, il nécessite une électronique et un câblage plus complexe. Il doit être alimenté par un onduleur de tension qui par nature est plus complexe qu'un hacheur de courant. En matière de câblage, l'onduleur demande plus de semi-conducteurs que le hacheur de courant car il doit alimenter les trois phases du moteur asynchrone contre deux pour un moteur à courant continu. L'arrivée massive de l'informatique embarquée permit d'engager l'utilisation des onduleurs malgré leur plus grande complexité. Les thyristors GTO de l'onduleur sont alors pilotés par un ordinateur de bord utilisant la modulation de largeur d'impulsion (MLI).
Entre 1981 et 1992, la régie transforma une motrice de MF 67, la M 10024, en prototype afin de tester la motorisation asynchrone. Le prototype était équipé de deux onduleurs a thyristors et de deux moteurs asynchrones Alsthom AST 4 de 250 kW et permit de mettre au point la motorisation du MF 88.
Chaque rame est équipée de quatre moteurs asynchrones triphasés, de type quadripolaire à cage d'écureuil, d'une puissance de 210 kW sous 325 volts, soit 840 kW au total. Ils sont alimentés par un onduleur de tension à thyristors GTO sur chaque motrice, fonctionnant en refroidissement naturel. Un onduleur alimente deux moteurs en parallèle. Le fonctionnement des auxiliaires est assuré par deux convertisseurs statiques indépendants. L'accélération au démarrage atteint 0,95 m/s2 de 0 à 50 km/h avec 4 voyageurs par mètre carré. La vitesse maximale du matériel est de 80 km/h, mais la vitesse maximale atteinte en pratique au début de l'exploitation était de 70 km/h, réduite depuis à 40 km/h en raison de la fragilité des organes de roulement.
Le système informatique embarqué est composé de huit ordinateurs, reliés par le réseau local industriel Factor. Ils assurent essentiellement les commandes non sécuritaires, comme la traction, l'énergie ou les portes, et testent en permanence l'état des organes de la rame. Le conducteur est ainsi informé en permanence de l'état de son train par un diagnostic de maintenance de premier niveau à l'aide d'un écran semi-graphique. Un système d'écoute lui permet également d'entendre ce qui se passe dans la rame. Les agents de maintenance des ateliers sont également informés par le système sur l'état des équipements, en panne ou même présentant des risques de défauts.
En revanche, les fonctions de sécurité comme le freinage d'urgence restent assurées par les traditionnelles liaisons fil à fil, réalisées sur la base du câblage de type aviation, qui permet de tenir compte des circuits de « courant bas niveau » émis par les ordinateurs. L'éclairage, la ventilation et la production d'air comprimé sont assurés par deux groupes de convertisseurs statiques (CVS) 750 V, à la tension de 200 V - 50 Hz. Ils assurent également les asservissements et la sécurité en 72 V courant continu.
Les rames sont dotées de trois types de freins : un frein de parking, un frein de service contrôlé par informatique et un frein d'urgence. Le freinage de service atteint une décélération de 0,90 m/s2, et le freinage d'urgence 1,10 m/s2.
Le frein de parking (ou d'immobilisation) équipe d'un disque de frein chaque essieu moteur. Ce dernier est particulier, solidaire d'un étage de réduction du pont différentiel. Son serrage s'effectue par ressort et son desserrage par air comprimé. En cas d'absence de courant, il est possible d'effectuer un déverrouillage manuel.
Les freins de service et d'urgence sont des freins mécaniques oléopneumatiques à disques, calés à l'intérieur des roues. Le frein de service est piloté par électrovalves modérables au freinage et anti-enrayeur ; le frein d'urgence est piloté par électrovalves inverses et anti-enrayeurs. Un frein électrodynamique à récupération agit pour les vitesses supérieures à 8 km/h.

### Espaces voyageurs

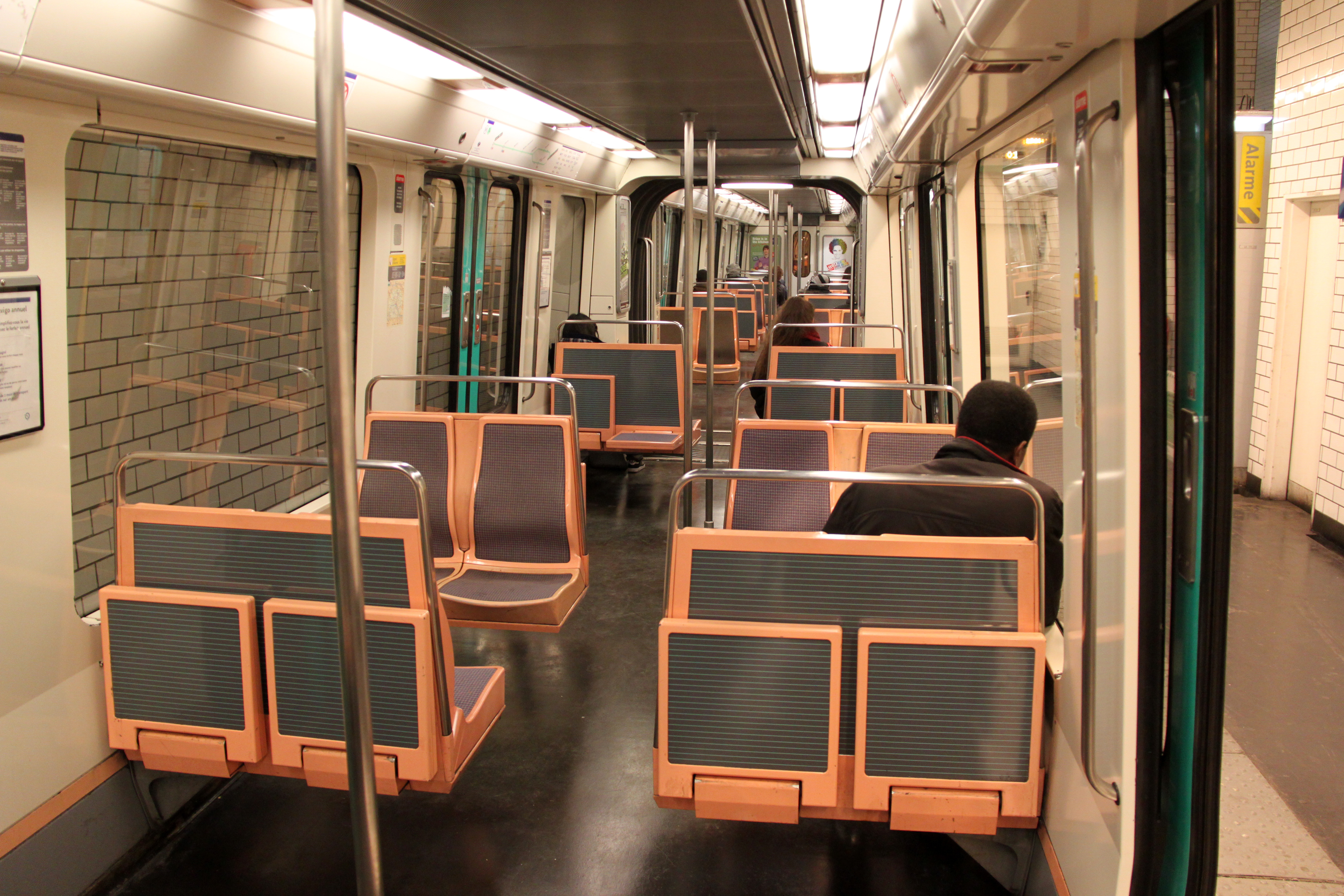
Intérieur d'une rame MF 88 avec l'aspect initial des vantaux des portes.

À l'intérieur, le MF 88 se distingue pour la première fois sur le réseau parisien par les intercirculations entre ses voitures, principes repris du BOA, qui permettent une meilleure répartition des voyageurs, et par ses grandes baies vitrées teintées de 2,60 m entre chaque porte.
Les sièges sont également pour la première fois montés en porte-à-faux, c'est-à-dire fixés aux parois latérales et non au sol afin de faciliter le nettoyage. Leur garnissage est en nappe 2000, matériau anti-lacération.
On trouvait initialement deux types d'intercirculations sur le MF 88. Seule la plus répandue formée de boudins en caoutchouc subsiste encore ; l'autre, présente uniquement sur la rame 002 avant d'être remplacée par la première, reprenait le principe adopté sur la version CC du MP 89 à l'origine, constitué d'un ensemble de plaques métalliques se chevauchant.
Au-dessus de chaque seuil, un voyant rouge s'allume avant la fermeture des portes, synchronisé avec le traditionnel signal sonore auquel il s'ajoute.
La capacité d'une rame de trois voitures est de 425 voyageurs en charge « confort », tous sièges et strapontins utilisés et avec quatre voyageurs debout/m2. Elle se répartit en 137 voyageurs dans chaque motrice (20 sièges fixes, 26 strapontins et 91 voyageurs debout), et 151 voyageurs dans la remorque (24 sièges fixes, 28 strapontins et 99 voyageurs debout).
Jusqu'en 2017, les vantaux des portes, d'aspect chrome à l'intérieur, avaient la particularité de posséder un bandeau de couleur vert jade de part et d'autre des joints en caoutchouc. Celui-ci est dorénavant masqué par l'application d'un pelliculage gris clair anti-vandalisme recouvrant leurs faces intérieures, comme le reçoivent progressivement la majorité des matériels du réseau.
Durant l'été 2023, les tapis de sols gris anthracite, défraîchis, sont repris dans certaines rames par la mise en œuvre d'une couche de peinture gris clair. À partie de l'été 2024, le revêtement brun vieillissant des sièges fixes est remplacé par une sellerie à bandes violettes récupérée des MP 59 réformés de la ligne 11, celui des strapontins demeurant toutefois inchangé.

### Numérotation

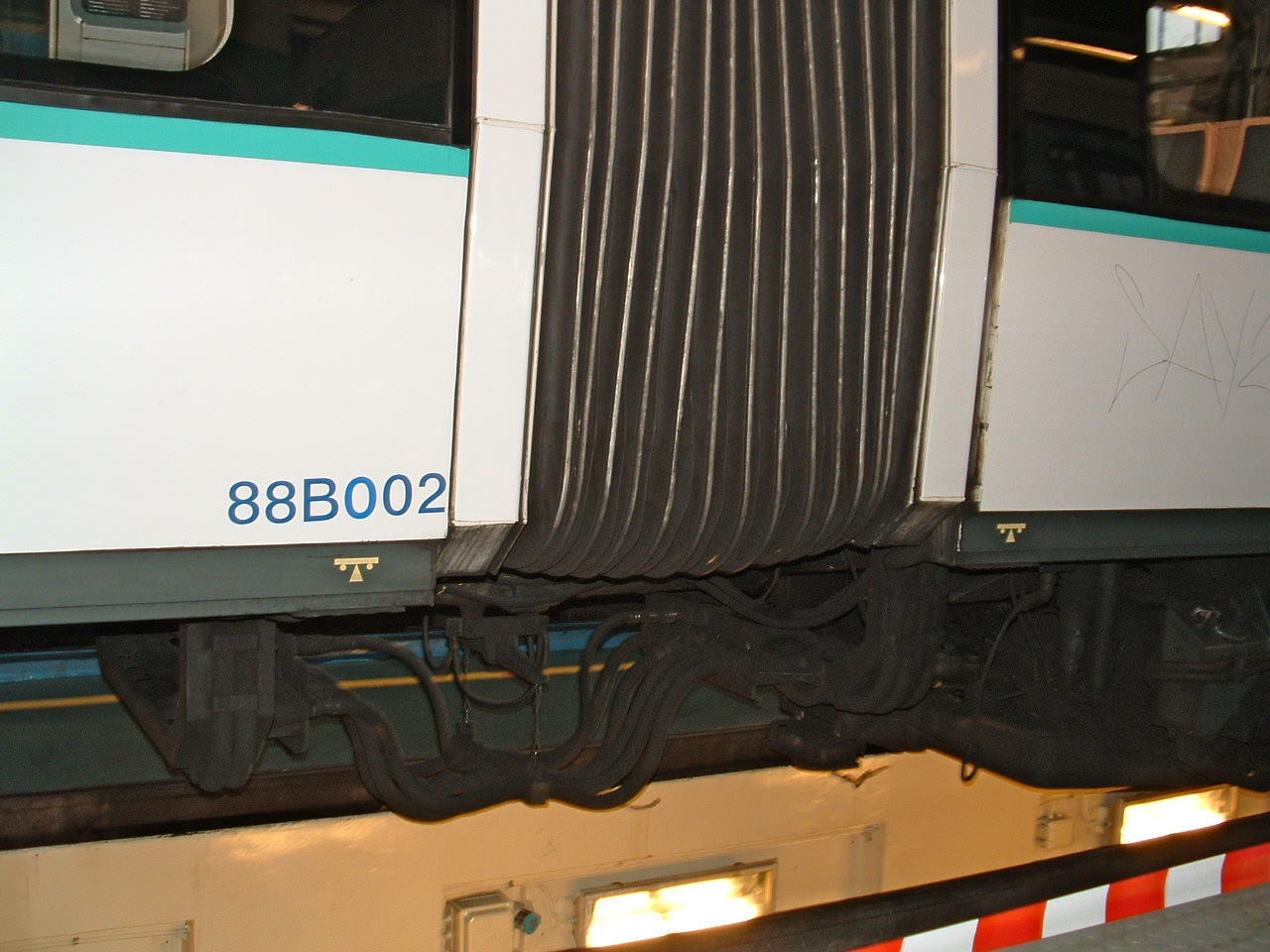
Indication du numéro de la remorque 88B002 qui donne son nom à la rame no 2, avec vue de l'attelage.

Chaque voiture composant une rame de métro à Paris est identifiée à l'intérieur et à l'extérieur au moyen d'une série de chiffres et de lettres, formée de l'année de commande identifiant la série (uniquement à partir de cette série, ici 88), suivie d'un préfixe à une ou deux lettre, suivi enfin du numéro d'identification de la voiture : ici de 001 à 009 pour les remorques intermédiaires, et de 001 à 018 pour les motrices d'extrémité, avec une motrice paire et une impaire par rame. La lettre « M » désigne une voiture motrice d'extrémité avec cabine de conduite tandis que la lettre « B » désigne une remorque intermédiaire sans cabine de conduite de 2e classe (même si la première classe a été supprimée en 1991, les voitures antérieures à cette date gardent leur identification).
Ainsi la rame no 1 est composée de la motrice <88M017> et de la motrice <88M002>, encadrant la remorque <88B001> qui donne son numéro à la rame. La rame no 9 est formée de la motrice <88M003> et <88M018> encadrant la remorque <88B009>.